# Chelidonium zaitzevi
Chelidonium zaitzevi är en skalbaggsart som beskrevs av Plavilstshikov 1933. Chelidonium zaitzevi ingår i släktet Chelidonium och familjen långhorningar. Inga underarter finns listade i Catalogue of Life.